# Charles Mellin

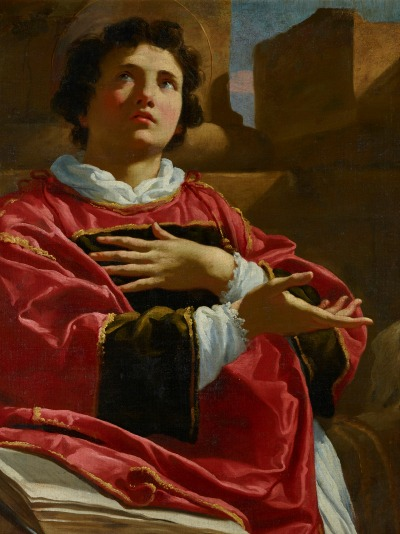
San Esteban protomártir y archidiácono, óleo sobre lienzo, 141 x 104 cm, Palacio Real de Madrid.

Charles Mellin, llamado Charles le Lorrain (Nancy, 1598/1599-Roma, 1649), fue un pintor barroco francés activo en Roma donde tuvo como maestro a Simon Vouet.
Establecido en Roma en torno a 1620,  hacia 1625-1627 fue discípulo de Simon Vouet, aunque, influido por la pintura de Tiziano y sus Bacanales recién llegadas a Roma,  se apartará del maestro en obras de rico color veneciano. Esas características de blando dibujo y brillante color se manifiesta en obras como la Caridad romana, pintada hacia 1630, de la que se conocen dos versiones conservadas en los museos del Louvre y Ginebra,  o en el intenso rojo de las dalmáticas de San Lorenzo, mártir y diácono (Monasterio de El Escorial) y  San Esteban protomártir y archidiácono  (Palacio Real de Madrid y Valenciennes, Musée des Beaux-Arts).
Rival en Roma de Nicolas Poussin, Mellin se alzó frente a él vencedor en el concurso para pintar los frescos de la capilla de la Virgen en la iglesia de San Luigi dei Francesi (1631). También al fresco trabajó entre 1636 y 1637 en la Abadía de Montecasino, pinturas destruidas en la Segunda Guerra Mundial, y de 1643 a 1647 residió en Nápoles.